# Instituto Politécnico da Universidade de Nova Iorque
O Instituto Politécnico da Universidade de Nova Iorque (em inglês:  Polytechnic Institute of New York University), é, entre as instituições privadas de tecnologia, a segunda mais velha nos EUA. Foi fundado em 1854 no bairro do Brooklyn em Nova Iorque, e tem uma história destacada em engenharia elétrica, química de polímeros,  e nas engenharias aeroespacial e de micro-ondas. Também foi conhecido por seus programas ousados de incentivo ao ensino de matemática e ciências nas escolas elementares e secundárias da cidade de Nova Iorque.